# La Alegría (Santa Cruz de Tenerife)
La Alegría también conocido como Barrio de La Alegría es un barrio del municipio de Santa Cruz de Tenerife, en la isla de Tenerife —Canarias, España—, que se encuadra administrativamente dentro del distrito de Anaga.
Posee monumentos como el Castillo de Paso Alto, estructura defensiva del siglo xvii.

## Geografía
Ocupa la ladera del margen izquierdo del barranco de Tahodio, a 2,7 kilómetros del centro de la ciudad y a una altitud media de 54 m s. n. m.
El barrio posee una iglesia dedicada a San Roque, una plaza pública, varios centros de enseñanza, un campo de fútbol, una farmacia y un parque infantil, así como diversos pequeños comercios. En su litoral se encuentra el Centro Deportivo Militar Paso Alto, la Escuela Técnica Superior Náutica de la Universidad de La Laguna, Capitanía Marina, el Instituto Social de la Marina, la sede del Ministerio de Trabajo e Inmigración, la Casa del Mar y el Centro de Salud Anaga.
En su paisaje destaca la elevación conocida como Altura de Paso Alto, lugar estratégico en la defensa de la ciudad.
Parte del barrio se encuentra incluido en el espacio natural protegido del Parque Rural de Anaga. Además al igual que los otros pueblos y caseríos de Anaga, La Alegría está también incluida en la reserva de la biosfera del Macizo de Anaga declarada como tal por la UNESCO en 2015.

## Demografía
En la actualidad con 1 790 habitantes (2010), La Alegría es la cuarta localidad más poblada del distrito de Anaga, tras San Andrés, María Jiménez y Valleseco.
| Año        | 2005  | 2006  | 2007  | 2008  | 2009  | 2010  |
| ---------- | ----- | ----- | ----- | ----- | ----- | ----- |
| Habitantes | 1.881 | 1.870 | 1.829 | 1.833 | 1.825 | 1.790 |

## Historia
El barrio nació como un núcleo obrero que acogía a los trabajadores portuarios que trabajaban avituallando de carbón a los barcos. Tras la guerra civil española se produjo un gran crecimiento poblacional, alcanzando en 1950 los 1.640 habitantes. Este crecimiento se debió a la emigración desde las zonas rurales y las otras islas hacia los principales núcleos urbanos del archipiélago. En dicho crecimiento la fórmula empleada por la nueva población, debido a su pobreza y escaso nivel económico, fue la autoconstrucción, bien comprando la parcela o bien ocupándola ilegalmente (la situación del barrio en una zona caracterizada por una pendiente muy pronunciada hacía que estos terrenos fueran considerados marginales y de poco valor).
En 1994 gran parte de su superficie pasa a estar incluida en el parque rural de Anaga.

## Fiestas
Sus fiestas patronales se celebran el 16 de agosto en honor a San Roque.

## Comunicaciones
Se llega al barrio a través de las avenidas de Francisco la Roche y Avenida José Martí.
En autobús o guagua se llega a través de los facilitados por TITSA:
Las conexiones en autobús son de dos maneras de forma directa desde el Intercambiador de Santa Cruz en la 909, y de forma indirecta pero cerca los autobuses 905, 911, 923 y la 903. 
| Líneas | Trayectos                                                 |
| ------ | --------------------------------------------------------- |
| 909    | Intercambiador-Barrio de la Alegría                       |
| 905    | Ofra-Muelle Norte                                         |
| 911    | Ofra-Muelle Norte                                         |
| 923    | Moraditas de Taco-Muelle Norte                            |
| 903    | Muelle Norte-Ramblas-García Escámez-Moraditas(parte baja) |

Bibliografía Consultada:
Titsa. Recuperado de: https://titsa.com/index.php/tus-guaguas/lineas-y-horarios/linea-909. Consultado el 6 de enero de 2021. 
Titsa. Recuperado de: https://titsa.com/index.php/tus-guaguas/lineas-y-horarios/linea-905. Consultado el 6 de enero de 2021. 
Titsa. Recuperado de: https://titsa.com/index.php/tus-guaguas/lineas-y-horarios/linea-911. Consultado el 6 de enero de 2021. 
Titsa. Recuperado de: https://titsa.com/index.php/tus-guaguas/lineas-y-horarios/linea-923. Consultado el 6 de enero de 2021. 
Titsa. Recuperado de: https://titsa.com/index.php/tus-guaguas/lineas-y-horarios/linea-903. Consultado el 6 de enero de 2021. 

## Galería

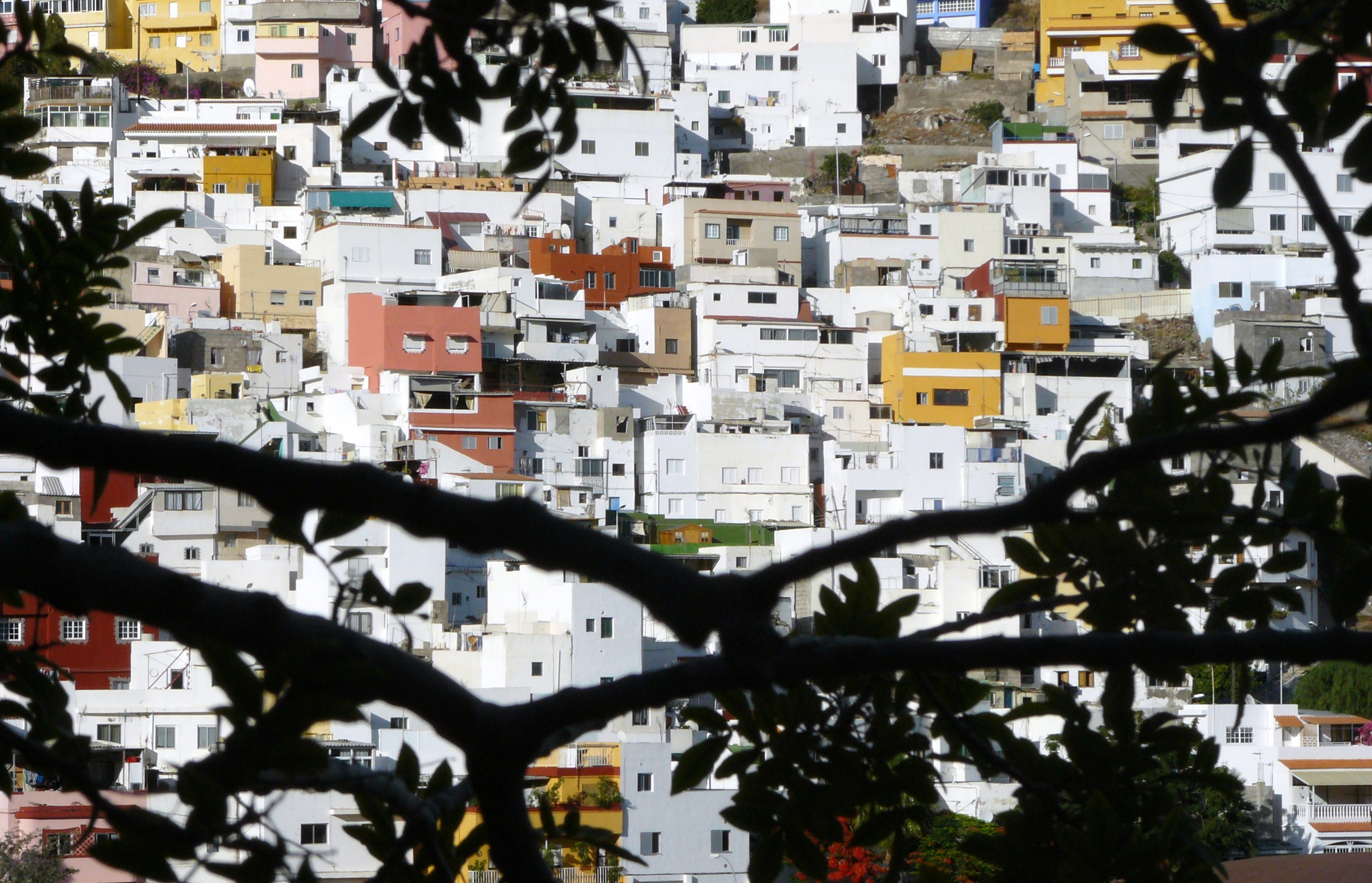
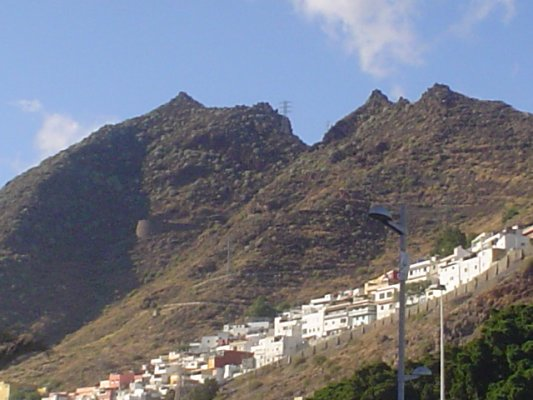
El barrio se eleva por la ladera.
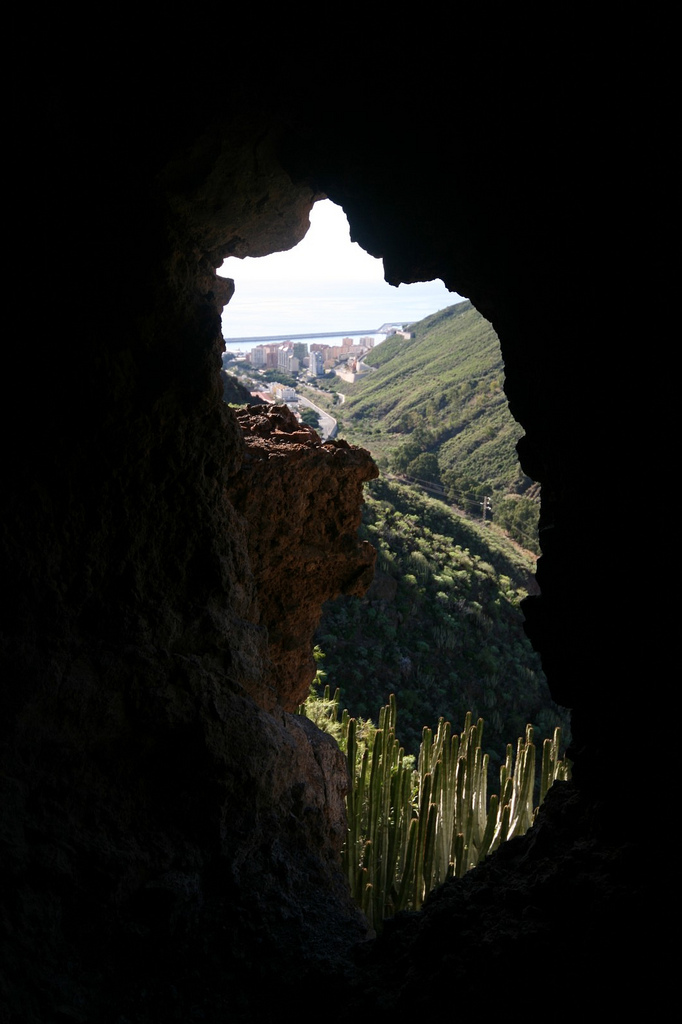
Barrio de La Alegría visto desde una cueva a la altura de Tahodio.